# Conte des chrysanthèmes tardifs
Pour plus de détails, voir Fiche technique et Distribution.
Conte des chrysanthèmes tardifs (残菊物語, Zangiku monogatari) est un  film japonais de Kenji Mizoguchi sorti en 1939 d'après un roman de Shōfu Muramatsu.

## Synopsis
Un jeune acteur de kabuki, Kikunosuke Onoe, remporte énormément de succès auprès des femmes, dû plus à son nom qu'à son talent, il est le fils adoptif du grand acteur Kikugorō Onoe. La bonne société du Tokyo de la fin du XIXe siècle le loue hypocritement, car il est en réalité médiocre acteur. Seule Otoku, une nourrice de la maison, lui révèle honnêtement les manques de son jeu. Un sentiment amoureux naît chez les deux jeunes gens, car Otoku est la première personne à parler avec franchise et amitié à Kikunosuke. Las, l'écart social qui existe entre eux rend cet amour impossible, et la nourrice est renvoyée. Kikunosuke tente en vain de convaincre sa famille d'approuver leur mariage, mais devant le refus catégorique de son père adoptif, il se rebelle et décide de quitter la troupe familiale.
Décidé à enfin travailler son jeu d'acteur et à pouvoir vivre avec son amour, il se rend à Osaka chez Tamizo Onoe, un parent, lui-même acteur, qui l'engage dans sa troupe. Otoku ne tarde pas à le rejoindre et tous deux vivent ensemble. Mais Tamizo meurt et Kikunosuke doit rejoindre une petite troupe ambulante. Malgré le soutien sincère d'Otoku, Kikunosuke perd peu à peu son ambition d'être un grand acteur et devient paresseux.
Quelques années après son départ, sa troupe ambulante ayant été dissoute, son ami Fukusuke lui offre une chance d'interpréter un rôle important, lui promettant un retour en grâce à Tokyo et le pardon paternel si la représentation est un triomphe. C'est en réalité Otoku qui a plaidé la cause de Kikunosuke, car elle comprend que sans nom, même un grand acteur ne peut triompher. Elle accepte également de se sacrifier en restant seule à Osaka, son statut social inférieur étant toujours un horizon indépassable.
Les années de travail et le soutien d'Otoku payent enfin : Kikunosuke livre une prestation formidable et peut partir rejoindre la troupe de son père adoptif à Tokyo. Il apprend alors, au désespoir, qu'Otoku ne peut le suivre, mais il se résigne.
Plus tard, auréolé de succès, il est de retour à Osaka avec la troupe de son père adoptif. Populaire, il doit présider une parade navale dans la ville, mais un vieil ami lui apprend qu'Otoku est gravement malade. Son père adoptif, enfin, donne sa bénédiction pour leur mariage. Kikunosuke se précipite à son chevet et lui apprend l'officialisation de leur union. Hélas, il est trop tard, Otoku meurt pendant que Kikunosuke triomphe lors de la parade qui passe non loin.

## Fiche technique
- Titre original : 残菊物語 (Zangiku monogatari?)

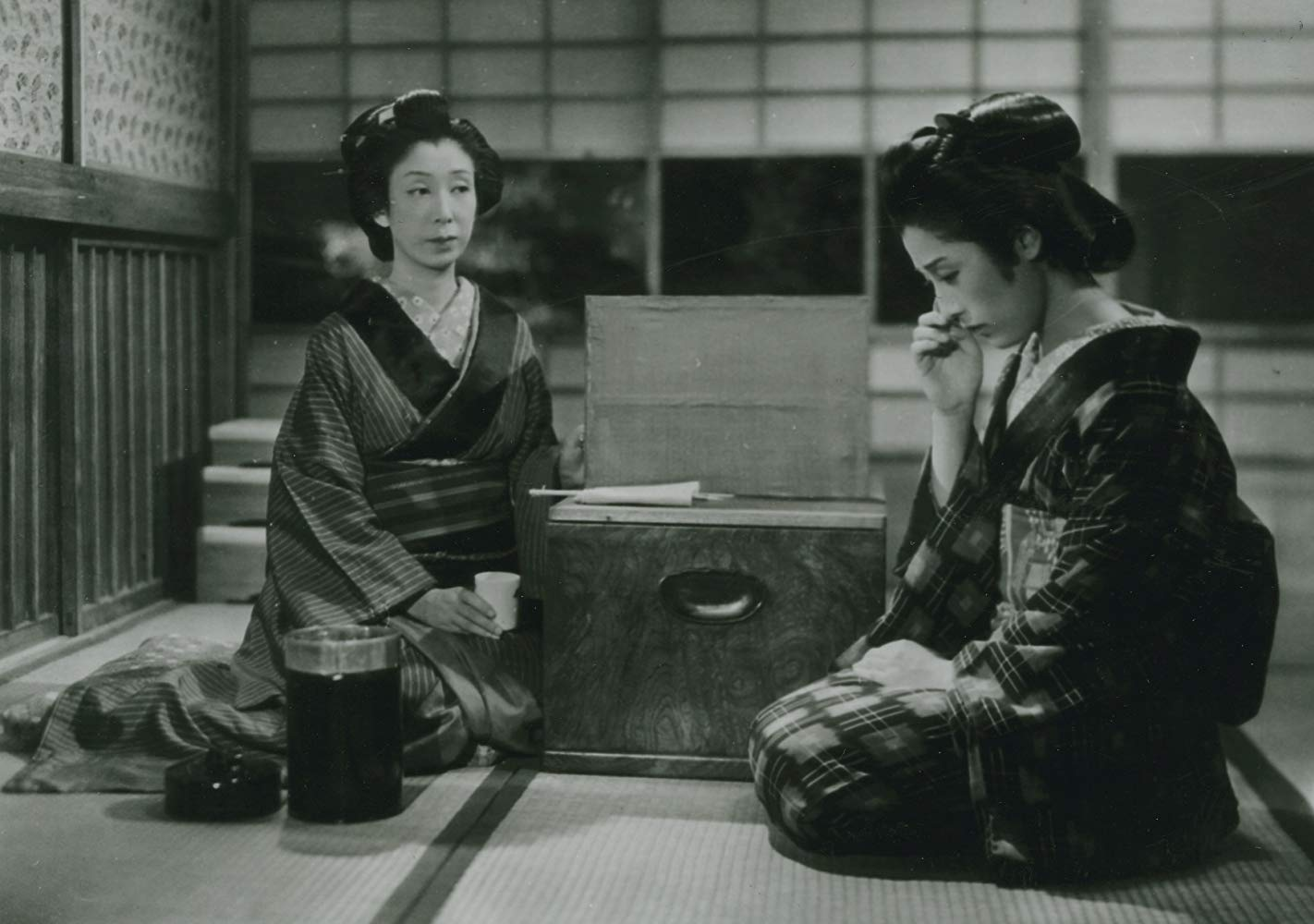
Yōko Umemura et Kakuko Mori

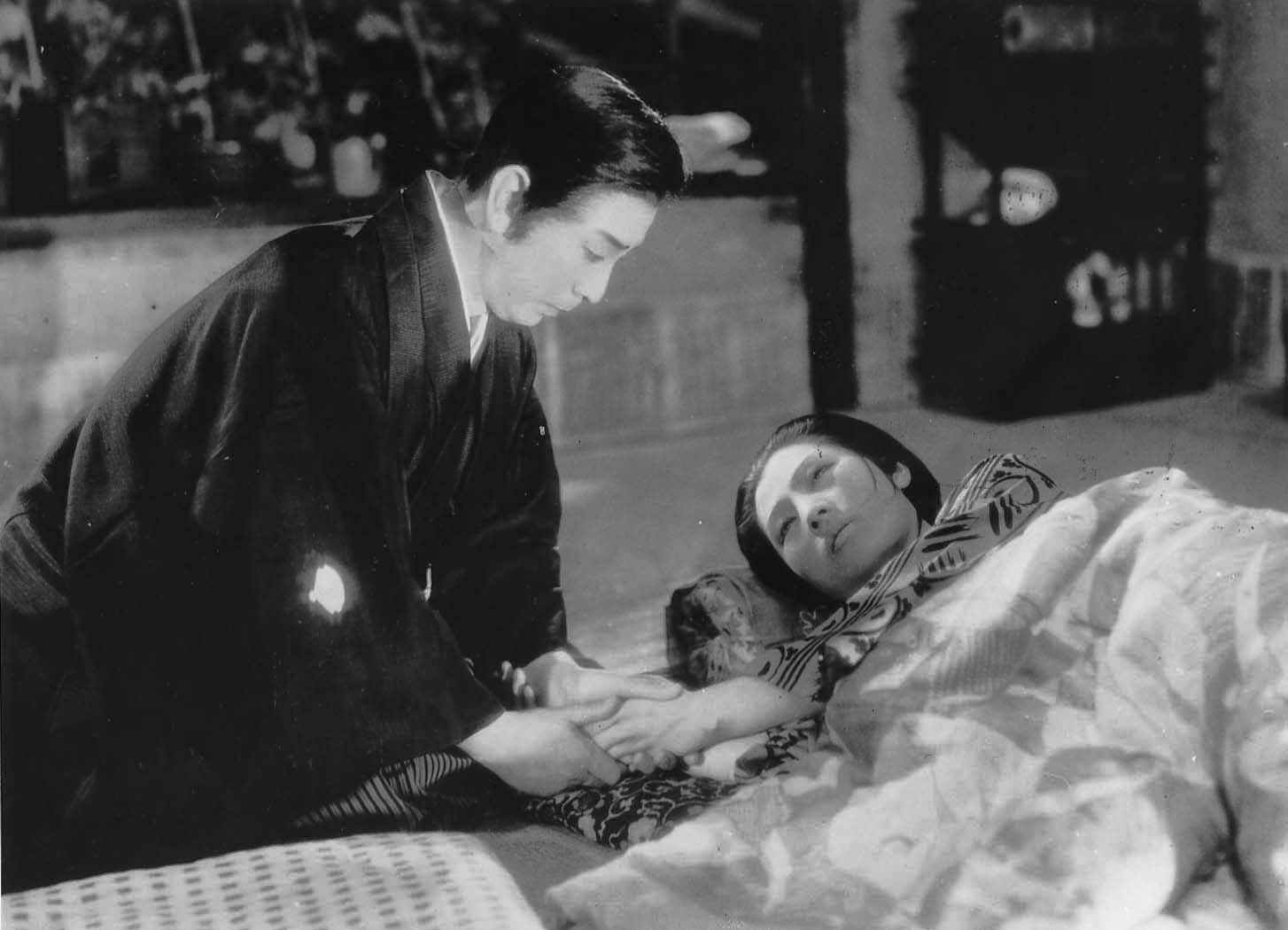
Shōtarō Hanayagi et Kakuko Mori

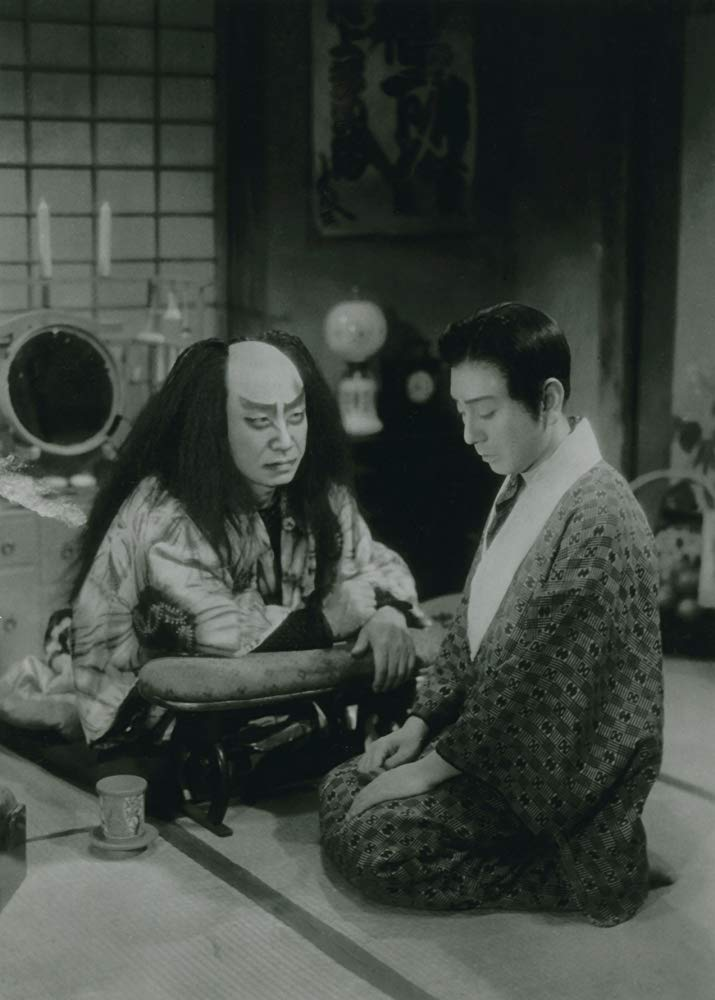
Scène du film avec Shōtarō Hanayagi (à droite)

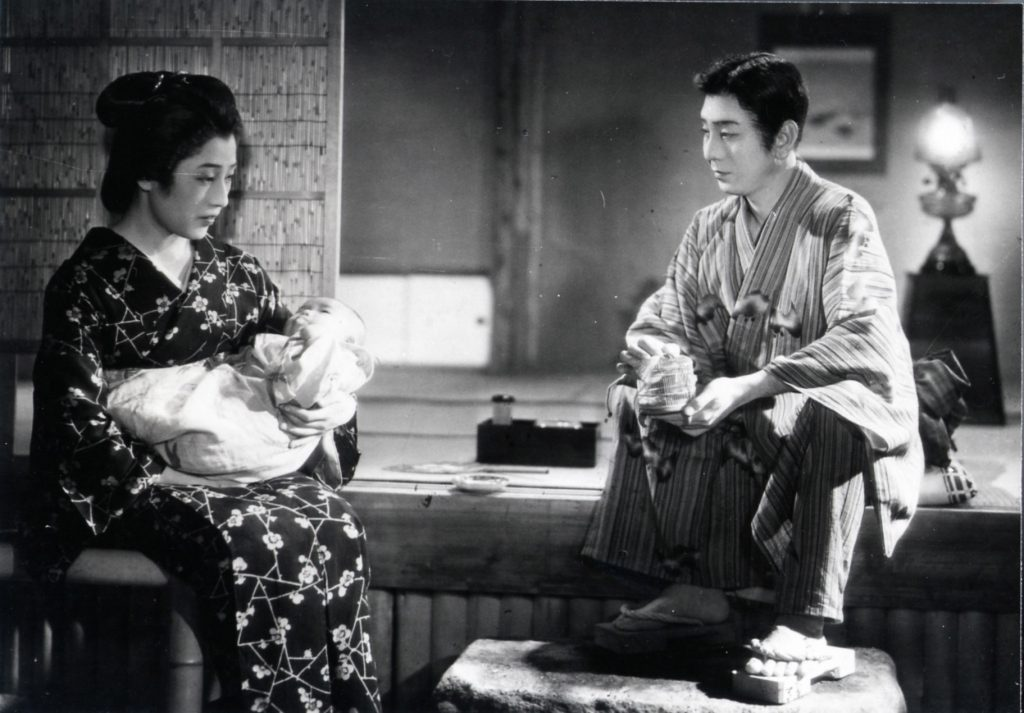
Kakuko Mori et Shōtarō Hanayagi.

- Titre français : Conte des chrysanthèmes tardifs
- Réalisation : Kenji Mizoguchi
- Scénario : Matsutarō Kawaguchi et Yoshikata Yoda, d'après un roman homonyme de Shōfu Muramatsu
- Production : Shintarō Shirai
- Société de production : Shōchiku
- Musique : Shirō Fukai et Senji Itō
- Photographie : Shigeto Miki et Yozō Fuji
- Montage : Koshi Kawahigashi
- Décors : Hiroshi Mizutani (ja)
- Costumes : Kisaburo Okumura
- Pays de production :  Empire du Japon
- Langue originale : japonais
- Genre : drame - mélodrame
- Format : noir et blanc - 1,37:1 - son mono
- Durée : 146 minutes[1] (métrage : 15 bobines - 4 011 m[1])
- Date de sortie :
  - Empire du Japon : 10 octobre 1939[1]

## Distribution
- Shōtarō Hanayagi : Kikunosuke Onoe
- Kakuko Mori : Otoku
- Gonjūrō Kawarazaki : Kikugorō Onoe, le père adoptif de Kikunosuke[2]
- Yōko Umemura : Osata, sa femme
- Kōkichi Takada : Fukusuke Nakamura
- Tokusaburō Arashi : Shikan Nakamura
- Kinnosuke Takamatsu : Matsusuke Onoe
- Nobuko Fushimi : la geisha Eiryū
- Kikuko Hanaoka : la geisha Yoneko
- Benkei Shiganoya : Genshun, le logeur de Kikunosuke à Osaka
- Yoneko Mogami : Otsuru, sa fille

### Autres adaptations
Le roman Zangiku monogatari de Shōfu Muramatsu a été adaptée plusieurs fois au cinéma :
- 1956 : Zangiku monogatari avec Kazuo Hasegawa et Chikage Awashima, réalisé par Kōji Shima
- 1963 : Zangiku monogatari avec Masahiko Tsugawa et Mariko Okada, réalisé par Hideo Ōba